# Ursula Poznanski

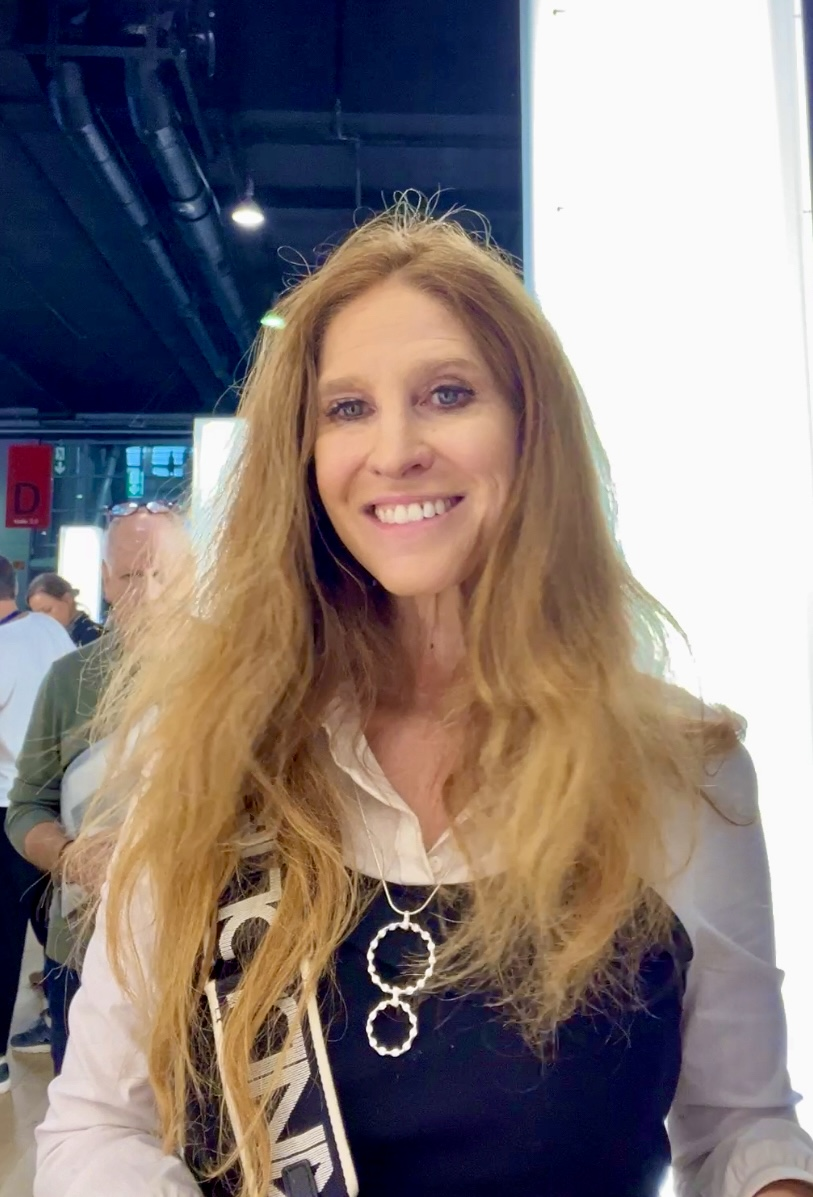
Ursula Poznanski, Frankfurter Buchmesse (2024)

Ursula Poznanski (* 30. Oktober 1968 in Wien) ist eine österreichische Schriftstellerin. Für ihren Thriller Erebos erhielt sie 2011 den deutschen Jugendliteraturpreis der Jugendjury. Bisher wurden mehr als 2 Millionen ihrer Bücher verkauft.

## Leben und Wirken
Ursula Poznanski wuchs in Perchtoldsdorf auf und begann nach Beendung des Gymnasiums Roseggergasse nacheinander Studiengänge in Japanologie, Publizistik, Rechtswissenschaften und Theaterwissenschaften an der Universität Wien, von denen sie jedoch keinen zum Abschluss brachte. 1996 fing sie an, als Redakteurin in einem medizinischen Fachverlag zu arbeiten. 
Im Jahr 2000 nahm sie nach der Geburt ihres Sohnes an einem Drehbuchwettbewerb des Österreichischen Rundfunks mit dem Drehbuch zu einer Liebeskomödie teil, sie war jedoch nicht unter den Gewinnern. 2001 wurde schließlich im österreichischen DachsVerlag ihr erstes Manuskript Buchstabendschungel angenommen, das dann 2003 erschien. In den darauffolgenden Jahren veröffentlichte sie weitere Kinderbücher und arbeitete parallel an ihrem ersten Jugendroman. Als sie jedoch bei der Suche nach einem geeigneten Verleger feststellte, dass ihr Buch nicht in die aktuellen Anforderungen des Markts passte, schrieb sie stattdessen das Manuskript für ihren ersten Jugendthriller Erebos, der 2010 vom Loewe Verlag veröffentlicht wurde.
Sie lebt mit ihrer Familie im Süden von Wien.

## Auszeichnungen
- 2005: Kinder- und Jugendbuchpreis der Stadt Wien für Die allerbeste Prinzessin
- 2010: Ulmer Unke für Erebos
- 2011: Deutscher Jugendliteraturpreis für Erebos
- 2011: JuBu Buch des Monats für Erebos (Jubu-Crew Göttingen)
- 2012: Kinder-/Jugendhörbuch des Monats Januar 2012 der Hr2-Hörbuchbestenliste, Platz 3 für Saeculum
- 2012: In der Kollektion Österreichischer Kinder- und Jugendbuchpreis mit Saeculum[8]
- 2013: In der Kollektion Österreichischer Kinder- und Jugendbuchpreis mit Die Verratenen[9]
- 2015: In der Kollektion Österreichischer Kinder- und Jugendbuchpreis mit Die Vernichteten[10]
- 2016: Hansjörg-Martin-Preis – Kinder- und Jugendkrimipreis für Layers
- 2017: Ulmer Unke (Kategorie 13+) für Elanus
- 2018: Österreichischer Krimipreis[11]
- 2018: Landshuter Jugendbuchpreis (2. Platz) für Aquila[12]
- 2018: Burgdorfer Krimipreis gemeinsam mit Arno Strobel für Anonym[13]
- 2019: Landshuter Jugendbuchpreis (1. Platz) für Thalamus[14]
- 2020: Leo-Perutz-Preis für Vanitas – Grau wie Asche[15]
- 2021: In der Kollektion Österreichischer Kinder- und Jugendbuchpreis mit Cryptos[16]
- 2021: Phantastik-Literaturpreis Seraph für Cryptos als Bester phantastischer Roman (Bestes Buch)
- 2024: Friedrich-Glauser-Preis in der Kategorie "Jugendkrimi" für Oracle[17]

## Kinderbücher
- Buchstabendschungel. Illustrationen von Jens Rassmus. DachsVerlag, Wien 2003, ISBN 3-85191-308-6. (Erschien in mehreren Neuauflagen, zuletzt 2019 im Loewe Verlag)
- All diese Zahlen. Illustrationen von Jens Rassmus. DachsVerlag, Wien 2004, ISBN 978-385191-348-4.
- Die allerbeste Prinzessin. Zeichnungen und Collagen von Sybille Hein. DachsVerlag, 2005. Neuauflage: Loewe, Bindlach 2018, ISBN 978-3-7855-8578-8.
- Redaktion Tintenklex: Das Geheimnis der 67 Erpresserbriefe. DachsVerlag, Wien 2005
- Redaktion Tintenklex: Das geheimnisvolle Grab. DachsVerlag, Wien 2006
- Pauline Pechfee. Illustrationen von Friederike Rave. Nilpferd im Residenz Verlag 2007
- Spanier küssen anders. G&G, Wien 2008, ISBN 978-3-7017-2025-5.
- Theo Piratenkönig. Illustrationen von Friederike Rave. Nilpferd im Residenz Verlag, St. Pölten / Salzburg 2010, ISBN 978-3-7017-2068-2. (Neuauflage 2020 im G & G Verlag, Bilder von Fiete Koch, ISBN 978-3-7074-5245-7.)
- Zahlen-Allerlei. Illustrationen von Sabine Büchner. Loewe Verlag, Bindlach 2022, ISBN 978-3-7432-0827-8.

## Jugendbücher

### Einzelbände
- Saeculum. Loewe, Bindlach 2011, ISBN 978-3-7855-7028-9.
  - als Hörbuch: Der Hörverlag, München 2021, Leser: Aleksandar Radenkovic, ISBN 978-3-8445-4303-2.
- Layers. Loewe, Bindlach 2015, ISBN 978-3-7855-8230-5.
  - als Hörbuch: Der Hörverlag, München 2015, Leser: Jens Wawrczeck, ISBN 978-3-8445-1935-8.
- Elanus. Loewe, Bindlach 2016, ISBN 978-3-7855-8231-2.
  - als Hörbuch: Der Hörverlag, München 2016, Leser: Jens Wawrczeck, ISBN 978-3-8445-2322-5.
- Aquila. Loewe, Bindlach 2017, ISBN 978-3-7855-8613-6.
  - als Hörbuch: Der Hörverlag, München 2017, Leserin: Laura Maire, ISBN 978-3-8445-2705-6.
- Thalamus. Loewe, Bindlach 2018, ISBN 978-3-7855-8614-3.
  - als Hörbuch: Der Hörverlag, München 2018, Leser: Jens Wawrczeck, ISBN 978-3-8445-3029-2.
- Cryptos. Loewe, Bindlach 2020, ISBN 978-3-7432-0050-0.
  - als Hörbuch: Der Hörverlag, München 2020, Leserin: Laura Maire, ISBN 978-3-8445-3939-4.
- Shelter. Loewe, Bindlach 2021, ISBN 978-3-7432-0051-7.[18]
  - als Hörbuch: Der Hörverlag, München 2021, Leser: Jens Wawrczeck, ISBN 978-3-8445-4320-9.
- Oracle. Loewe, Bindlach 2023, ISBN 978-3-7432-1658-7.
  - als Hörbuch: Der Hörverlag, München 2023, Leser: Jens Wawrczeck, ISBN 978-3-8445-4988-1.
- Scandor – Die Wahrheit kann dich reich machen. Die Lüge lässt deine schlimmsten Albträume wahr werden. Loewe, Bindlach 2024, ISBN 978-3-7432-1659-4.
  - als Hörbuch: Der Hörverlag, München 2024, Leser: Jens Wawrczeck, ISBN 978-3-8445-5238-6.

### Erebos-Reihe
1. Erebos. Loewe, Bindlach 2010, ISBN 978-3-7855-7788-2.
  - als Hörbuch: Der Hörverlag, München 2012, Leser: Jens Wawrczeck, ISBN 978-3-8671-7853-2.
2. Erebos 2. Loewe, Bindlach 2019, ISBN 978-3-7432-0049-4.
  - als Hörbuch: Der Hörverlag, München 2019, Leser: Jens Wawrczeck, ISBN 978-3-8445-3533-4.
3. Erebos 3. Loewe, Bindlach 2025, ISBN 978-3-7432-1660-0.
  - als Hörbuch: Der Hörverlag, München 2025, Leser: Jens Wawrczeck, ISBN 978-3-8445-5467-0.

### Eleria-Trilogie
Hauptartikel: Eleria-Trilogie
1. Die Verratenen. Loewe, Bindlach 2012, ISBN 978-3-7855-7546-8.
  - als Hörbuch: Jumbo, Hamburg 2012, Leserin: Julia Nachtmann, ISBN 978-3-8337-2997-3.
2. Die Verschworenen. Loewe, Bindlach 2013, ISBN 978-3-7855-7547-5.
  - als Hörbuch: Jumbo, Hamburg 2013, Leserin: Julia Nachtmann, ISBN 978-3-8337-3143-3.
3. Die Vernichteten. Loewe, Bindlach 2014, ISBN 978-3-7855-7548-2.
  - als Hörbuch: Jumbo, Hamburg 2014, Leserin: Julia Nachtmann, ISBN 978-3-8337-3342-0.

## Thriller

### Einzelbände
- Die Burg – Die KI kennt den Ausweg. Mitleid kennt sie nicht. Knaur, München 2024, ISBN 978-3-426-44837-3.
  - als Hörbuch: Argon, Berlin 2024, Leser: Rainer Strecker, ISBN 978-3-8398-2099-5.

### Kaspary & Wenninger-Reihe
1. Fünf. Wunderlich, Reinbek 2012, ISBN 978-3-8052-5031-3.
  - als Hörbuch: Argon, Berlin 2013, Leserin: Nicole Engeln, ISBN 978-3-8398-9153-7.
2. Blinde Vögel. Wunderlich, Reinbek 2013, ISBN 978-3-8052-5045-0.
  - als Hörbuch: Argon, Berlin 2013, Leserin: Andrea Sawatzki, ISBN 978-3-8398-9262-6.
3. Stimmen. Wunderlich, Reinbek 2015, ISBN 978-3-8052-5062-7.
  - als Hörbuch: Argon, Berlin 2017, Leserin: Andrea Sawatzki, ISBN 978-3-8398-9336-4.
4. Schatten. Wunderlich, Reinbek 2017, ISBN 978-3-8052-5063-4.
  - als Hörbuch: Argon, Berlin 2017, Leserin: Andrea Sawatzki, ISBN 978-3-8398-1544-1.

### Vanitas-Trilogie
1. Vanitas: Schwarz wie Erde. Knaur, München 2019, ISBN 978-3-426-22686-5.
  - als Hörbuch: Argon, Berlin 2020, Leserin: Luise Helm, ISBN 978-3-8398-9475-0.
2. Vanitas: Grau wie Asche. Knaur, München 2020, ISBN 978-3-426-22687-2.
  - als Hörbuch: Argon, Berlin 2020, Leserin: Luise Helm, ISBN 978-3-8398-1722-3.
3. Vanitas: Rot wie Feuer. Knaur, München 2021, ISBN 978-3-426-22688-9.
  - als Hörbuch: Argon, Berlin 2021, Leserin: Luise Helm, ISBN 978-3-8398-1723-0.

### Mordgruppe
1. Stille blutet. Knaur, München 2022, ISBN 978-3-426-22689-6.
  - als Hörbuch: Argon, Berlin 2022, Leserin: Julia Nachtmann, ISBN 978-3-8398-2007-0.
2. Böses Licht. Knaur, München 2023, ISBN 978-3-426-22783-1.
  - als Hörbuch: Argon, Berlin 2023, Leserin: Julia Nachtmann, ISBN 978-3-8398-2045-2.
3. Teufels Tanz. Knaur, München 2025, ISBN 978-3-426-44916-5.
  - als Hörbuch: Argon, Berlin 2025, Leserin: Julia Nachtmann, ISBN 978-3-8398-2167-1.

### Gemeinsam mitArno Strobel
- Fremd. Wunderlich, Reinbek 2015, ISBN 978-3-8052-5084-9.
  - als Hörbuch: Argon, Berlin 2016, Leser: Christiane Marx und Sascha Rotermund, ISBN 978-3-8398-9304-3.

#### Buchholz & Salomon-Reihe
1. Anonym. Wunderlich, Reinbek 2016, ISBN 978-3-8052-5085-6.
  - als Hörbuch: Argon, Berlin 2018, Leser: Christiane Marx und Sascha Rotermund sowie als Gast Richard Barenberg, ISBN 978-3-8398-9369-2.
2. Invisible. Wunderlich, Reinbek 2018, ISBN 978-3-8052-0015-8.
  - als Hörbuch: Argon, Berlin 2018, Leser: Christiane Marx und Sascha Rotermund sowie als Gast Richard Barenberg, ISBN 978-3-8398-1617-2.

### Kurzthriller
- Blutkristalle. Knaur, München 2021, ISBN 978-3-426-52767-2.

## Beiträge zu
- O Gruselgraus! DachsVerlag, Wien
- Wenn du ein Gespenst kennst ... DachsVerlag, Wien